# Château de Jaligny-sur-Besbre
Le château de Jaligny-sur-Besbre est un château fort situé à Jaligny-sur-Besbre, en France.

## Localisation
Le château est situé sur le territoire de la commune de Jaligny-sur-Besbre, dans le département de l'Allier, en région Auvergne-Rhône-Alpes.

## Description
Le château date du XVe siècle, il a fait l'objet d'importantes restaurations au XIXe siècle. 
Il est constitué par un corps de bâtiments, à l'ouest il est flanqué de deux grosses tours rondes qui représentent, comme la poterne qui se compose de deux tours à trois niveaux précédant un châtelet dans lequel montait et descendait une herse, une partie de ses vestiges, à l'est de deux tours polygonales du XVe siècle contenant les escaliers à vis.
À l'est du château s'étend l'emplacement d'un ancien jardin à la française avec, au centre, un bassin,.

## Historique
En 1103, la seigneurie et le château de Jaligny passèrent dans la maison d'Amboise, par le mariage de Hugues Ier d'Amboise avec Élisabeth de Jaligny. La famille d'Amboise conserva le château et la seigneurie jusqu'au début du XIIIe siècle. Ils passèrent ensuite dans la maison de Châtillon. Ils revinrent à nouveau dans la maison d'Amboise en 1489, par le mariage de Françoise de L'Espinasse (autour de Saint-Germain-Lespinasse) avec Charles Ier d'Amboise, château de Ravel. Ces derniers firent de grandes transformations au château.
L'édifice est inscrit partiellement au titre des monuments historiques par arrêté du 29 février 1972.

## Protection
Éléments protégés : les façades et toitures du château et de la poterne. Tourelle d'escalier sud avec sa voûte en palmier. Au rez-de-chaussée : le grand salon avec son décor (à l'exception des colonnes), la salle de billard avec son décor, la cheminée de la salle-à-manger, le plafond à solives peintes de l'office. Au premier étage : les deux cheminées en pierre des tours nord et sud.

## Galerie

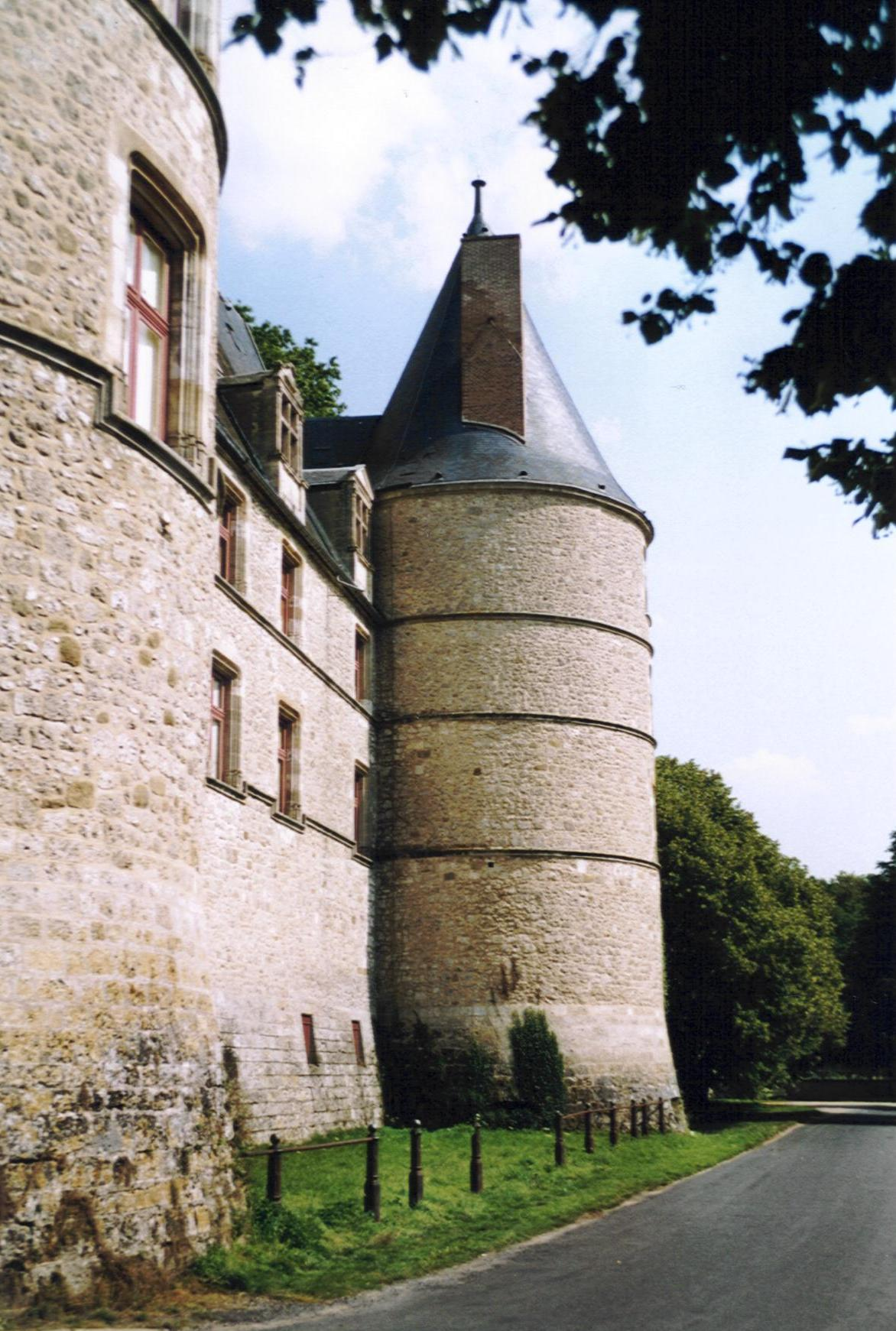
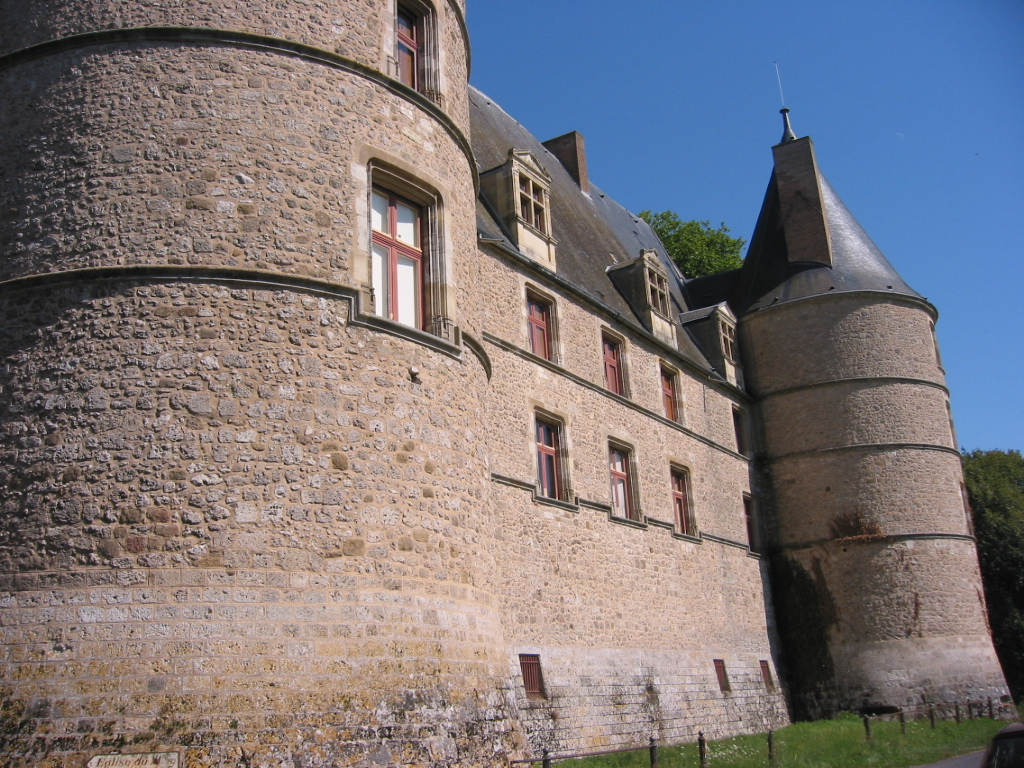
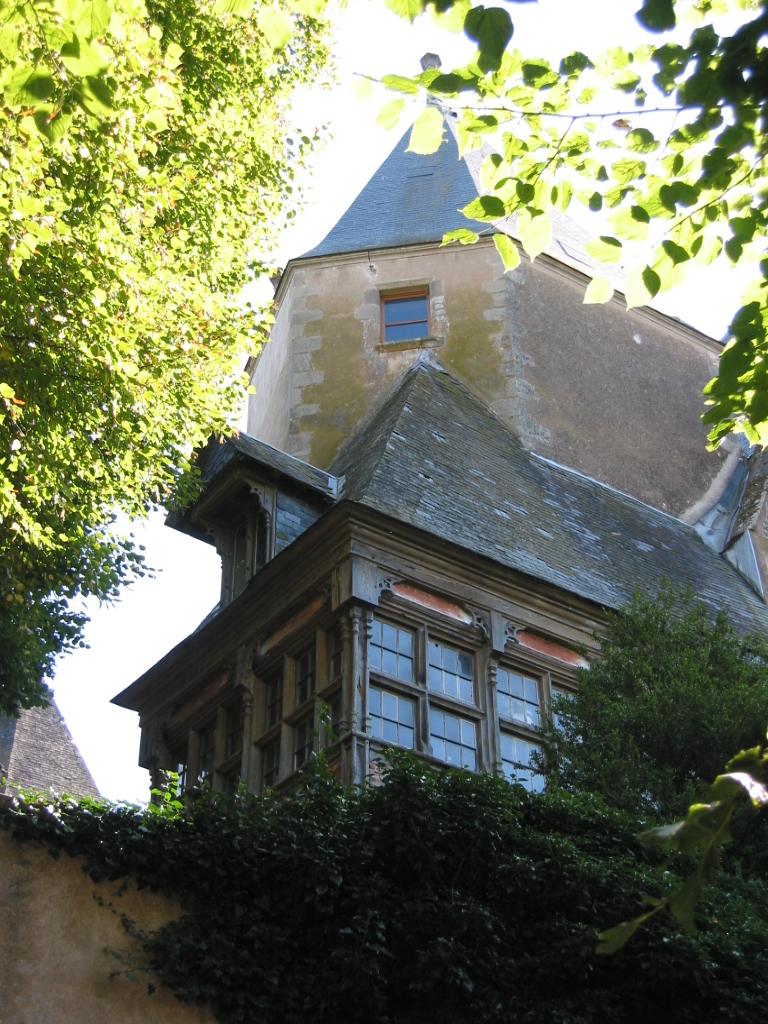